# Serie A 1968/1969
Soutěžní ročník Serie A 1968/1969 byl 67. ročník nejvyšší italské fotbalové ligy a 37. ročník pod názvem Serie A. Konal se od 29. září 1968 do 18. května 1969 a skončil vítězstvím Fiorentiny, který vyhrál svůj druhý titul po 13letech.
Nejlepším střelcem se stal italský hráč Luigi Riva (Cagliari), který vstřelil 20 branek.

## Události

### Před sezonou
Nováčci soutěže: vítěz 2. ligy Palermo, se vrátilo po 5 letech, Verona po 10 letech a Pisa si ji zahrála poprvé v historii v Serie A.
Obhájci titulu z Milána se posílilo jen o Fogliho (Bologna FC) a naopak odešel Angelillo (Janov). Městský rival Inter se nespokojil z 5. místem a po 13 letech se prezident klubu Angelo Moratti rozhodl přenechat tým Fraizzolimu. Ten se rozhodl nahradit legendárního trenéra Herreru za Foniho, který se vrátil po 13 letech. Do týmu přišli: Gori (Vicenza), Bertini (Fiorentina) a Jair da Costa (Řím). Odešel po 5 letech brankář Sarti (Juventus) a útočník Nielsen (Neapol). Největší nákupy v sezoně dělal Juventus. Za tehdejších rekordních 650 milionů lir přivedl Anastasiho (Varese). Dále přišel Benetti (Palermo) a Němec Haller (Boloňa). Do sezony již nenastoupili Enzo Robotti (Řím) a Luís Vinício (Vicenza), kteří ukončili kariéru. Také Omar Sivori (Neapol) se rozhodl skončit ve 33 letech kvůli zranění, ale nakonec ještě odehrál tři zápasy a 21. prosince 1968 odehrál svůj poslední zápas.
Další změny byli:Giancarlo Danova (Atalanta → Fiorentina), Francesco Rizzo (Cagliari → Fiorentina), Enrico Albertosi (Fiorentina → Cagliari), Giuseppe Savoldi (Atalanta → Boloňa), Aristide Guarneri (Boloňa → Neapol).

### Během sezony
Do 7. kola vedl Milán, poté jej vystřídalo Cagliari, které se stalo zimním mistrem. Od 21. kola se do vedení dostala Fiorentina. Pronásledovalo je Cagliari a Milán. Nakonec fialky ligu vyhráli o 4 body, když jen jednou prohráli a mohli tak slavit po 13 letech druhý titul v klubové historii.
Během sezony, dne 16. března 1969 náhlá zemřel po utkání svého týmu fotbalista Giuliano Taccola (Řím).
Boj o záchranu byl dlouhý a únavný, což se vyřešilo až v posledních dvou kolech. Jako první sestoupila Atalanta, za ní nakonec nováček Pisa a Varese.

## Účastníci
| Klub              | Město     | Stadion                      | Trenér                                                                                  | Nejlepší střelec                        |
| ----------------- | --------- | ---------------------------- | --------------------------------------------------------------------------------------- | --------------------------------------- |
| Atalanta          | Bergamo   | Stadio Comunale              | Stefano Angeleri (1.–20. kolo) Silvano Moro (21.–27. kolo) Carlo Ceresoli               | Sergio Clerici (9)                      |
| Boloňa            | Boloňa    | Stadio Comunale              | Cesarino Cervellati (1.–15. kolo) Cesarino Cervellati + Oronzo Pugliese                 | Lucio Mujesan (11)                      |
| Cagliari          | Cagliari  | Stadio Amsicora              | Manlio Scopigno                                                                         | Luigi Riva (20)                         |
| Fiorentina        | Florencie | Stadio Comunale              | Bruno Pesaola                                                                           | Mario Maraschi (14)                     |
| Inter             | Milán     | Stadio San Siro              | Alfredo Foni                                                                            | Mario Bertini (11)                      |
| Juventus          | Turín     | Stadio Comunale di Torino    | Heriberto Herrera                                                                       | Pietro Anastasi (15)                    |
| Lanerossi Vicenza | Vicenza   | Stadio Romeo Menti           | Umberto Menti (1.–16. kolo) Héctor Puricelli                                            | Paride Tumburus (6)                     |
| Milán             | Milán     | Stadio San Siro              | Nereo Rocco                                                                             | Pierino Prati (14)                      |
| Neapol            | Neapol    | Stadio San Paolo             | Giuseppe Chiappella (1.–16. kolo) Egidio Di Costanzo (17.–25. kolo) Giuseppe Chiappella | Cané (6)                                |
| Palermo           | Palermo   | Stadio La Favorita           | Carmelo Di Bella                                                                        | Sergio Pellizzaro (10)                  |
| Pisa              | Pisa      | Stadio Arena Garibaldi       | Renato Lucchi                                                                           | Luigi Mascalaito, Giampaolo Piaceri (6) |
| Řím               | Řím       | Stadio Olimpico              | Helenio Herrera                                                                         | Giuliano Taccola (7)                    |
| Sampdoria         | Janov     | Stadio Luigi Ferraris        | Fulvio Bernardini                                                                       | Roberto Vieri (7)                       |
| Turín             | Turín     | Stadio Comunale di Torino    | Edmondo Fabbri                                                                          | Nestor Combin (7)                       |
| Varese            | Varese    | Stadio Franco Ossola         | Bruno Arcari (1.–24. kolo) Sergio Brighenti + Armando Picchi                            | Lamberto Leonardi (6)                   |
| Verona            | Verona    | Stadio Marcantonio Bentegodi | Giancarlo Cadé                                                                          | Gianni Bui (15)                         |

## Tabulka
| Poř. | Tým               | Z  | V  | R  | P  | VG | OG | B  |
| ---- | ----------------- | -- | -- | -- | -- | -- | -- | -- |
| 1.   | Fiorentina        | 30 | 16 | 13 | 1  | 38 | 18 | 45 |
| 2.   | Cagliari          | 30 | 14 | 13 | 3  | 41 | 18 | 41 |
| 3.   | Milán             | 30 | 14 | 13 | 3  | 31 | 12 | 41 |
| 4.   | Inter             | 30 | 14 | 8  | 8  | 55 | 26 | 36 |
| 5.   | Juventus          | 30 | 12 | 11 | 7  | 32 | 24 | 35 |
| 6.   | Turín             | 30 | 11 | 11 | 8  | 33 | 24 | 33 |
| 7.   | Neapol            | 30 | 10 | 12 | 8  | 26 | 25 | 32 |
| 8.   | Řím               | 30 | 10 | 10 | 10 | 35 | 35 | 30 |
| 9.   | Boloňa            | 30 | 10 | 9  | 11 | 27 | 36 | 29 |
| 10.  | Verona            | 30 | 9  | 8  | 13 | 40 | 49 | 26 |
| 11.  | Palermo           | 30 | 7  | 11 | 12 | 21 | 32 | 25 |
| 12.  | Sampdoria         | 30 | 5  | 13 | 12 | 21 | 27 | 23 |
| 13.  | Lanerossi Vicenza | 30 | 8  | 7  | 15 | 26 | 39 | 23 |
| 14.  | Varese            | 30 | 5  | 12 | 13 | 20 | 43 | 22 |
| 15.  | Pisa              | 30 | 6  | 8  | 16 | 26 | 44 | 20 |
| 16.  | Atalanta          | 30 | 4  | 11 | 15 | 25 | 45 | 19 |

Poznámky
- Z = Odehrané zápasy; V = Vítězství; R = Remízy; P = Prohry; VG = Vstřelené góly; OG = Obdržené góly; B = Body
- za výhru 2 body, za remízu 1 bod, za prohru 0 bodů.
- při rovnosti bodů rozhodovalo skóre.

|  | Mistr ligy a přímý postup do poháru PMEZ 1969/70 |
|  | Přímý postup do poháru PMEZ 1969/70              |
|  | Přímý postup do poháru PVP 1969/70               |
|  | Přímý postup do VP 1969/70                       |
|  | Sestup do Serie B                                |

## Statistiky

### Výsledková tabulka
|            | Atalanta | Boloňa | Cagliari | Fiorentina | Inter | Juventus | L. Vicenza | Milán | Neapol | Palermo | Pisa | Řím | Sampdoria | Turín | Varese | Verona |
| ---------- | -------- | ------ | -------- | ---------- | ----- | -------- | ---------- | ----- | ------ | ------- | ---- | --- | --------- | ----- | ------ | ------ |
| Atalanta   | –        | 1:0    | 1:2      | 0:1        | 0:4   | 3:3      | 1:3        | 0:0   | 0:0    | 2:2     | 1:1  | 0:2 | 0:0       | 3:1   | 0:0    | 5:2    |
| Boloňa     | 1:0      | –      | 2:2      | 0:0        | 1:2   | 1:1      | 3:0        | 1:0   | 2:1    | 2:0     | 1:0  | 0:0 | 0:0       | 2:0   | 1:0    | 1:1    |
| Cagliari   | 1:0      | 3:1    | –        | 1:1        | 1:0   | 0:1      | 3:0        | 3:1   | 0:0    | 3:0     | 3:0  | 0:0 | 0:0       | 1:0   | 0:0    | 2:0    |
| Fiorentina | 2:1      | 1:3    | 1:1      | –          | 1:0   | 2:1      | 3:0        | 0:0   | 2:1    | 1:0     | 3:1  | 0:0 | 1:0       | 0:0   | 3:1    | 1:0    |
| Inter      | 1:1      | 4:0    | 4:0      | 1:2        | –     | 1:2      | 1:0        | 1:1   | 1:1    | 0:0     | 4:0  | 3:1 | 1:1       | 2:2   | 6:0    | 4:1    |
| Juventus   | 1:0      | 1:0    | 1:2      | 0:2        | 1:0   | –        | 1:0        | 0:1   | 2:0    | 0:0     | 2:0  | 2:2 | 1:1       | 0:0   | 2:0    | 1:0    |
| Vicenza    | 1:0      | 1:0    | 1:1      | 0:0        | 0:1   | 0:0      | –          | 1:1   | 2:0    | 1:0     | 1:2  | 1:2 | 3:0       | 1:1   | 1:0    | 2:1    |
| Milán      | 0:0      | 4:0    | 0:0      | 0:0        | 1:0   | 1:0      | 4:1        | –     | 0:0    | 1:0     | 2:1  | 1:0 | 1:0       | 1:0   | 2:0    | 3:0    |
| Neapol     | 2:0      | 1:1    | 2:1      | 1:3        | 3:1   | 2:1      | 1:0        | 0:0   | –      | 1:0     | 2:1  | 0:0 | 0:3       | 0:0   | 1:1    | 1:1    |
| Palermo    | 5:1      | 2:0    | 0:0      | 0:0        | 1:1   | 1:1      | 2:1        | 0:0   | 0:2    | –       | 1:0  | 0:3 | 1:0       | 1:0   | 1:1    | 0:0    |
| Pisa       | 1:0      | 0:1    | 0:0      | 0:1        | 1:1   | 0:0      | 2:2        | 0:1   | 1:0    | 4:1     | –    | 1:2 | 1:0       | 1:1   | 1:1    | 1:1    |
| Řím        | 4:1      | 2:1    | 1:4      | 1:2        | 0:3   | 1:1      | 5:2        | 1:1   | 0:0    | 2:1     | 2:0  | –   | 1:0       | 1:3   | 0:0    | 1:2    |
| Sampdoria  | 0:0      | 0:0    | 0:1      | 1:1        | 0:3   | 1:1      | 1:0        | 1:1   | 0:2    | 0:1     | 1:2  | 0:0 | –         | 1:1   | 4:0    | 3:2    |
| Turín      | 3:1      | 3:0    | 0:0      | 0:0        | 2:1   | 1:2      | 0:0        | 1:0   | 0:0    | 3:1     | 1:0  | 2:0 | 2:0       | –     | 2:1    | 4:0    |
| Varese     | 1:2      | 1:1    | 1:6      | 2:2        | 0:1   | 0:2      | 1:0        | 0:0   | 1:2    | 0:0     | 3:1  | 2:1 | 0:0       | 1:0   | –      | 1:0    |
| Verona     | 1:1      | 5:1    | 0:0      | 2:2        | 2:3   | 2:1      | 2:1        | 1:3   | 1:0    | 2:0     | 5:3  | 2:0 | 0:3       | 3:0   | 1:1    | –      |

### Střelecká listina
| Pořadí | Jméno             | Klub       | Branky |
| ------ | ----------------- | ---------- | ------ |
| 1.     | Luigi Riva        | Cagliari   | 20     |
| 2.     | Gianni Bui        | Verona     | 15     |
| 3.     | Pietro Anastasi   | Juventus   | 14     |
| 3.     | Mario Maraschi    | Fiorentina | 14     |
| 3.     | Pierino Prati     | Milán      | 14     |
| 6.     | Mario Bertini     | Inter      | 11     |
| 6.     | Lucio Mujesan     | Boloňa     | 11     |
| 8.     | Sergio Pellizzaro | Palermo    | 10     |

## Vítěz
| Serie A Vítěz pro rok 1968/69 |
| ----------------------------- |
| ACF Fiorentina                |
|                               |